# Ekosystem heterotroficzny
Ekosystem heterotroficzny – ekosystem ekologicznie niepełny, niesamowystarczalny, pozbawiony producentów, w którym znajduje się materia pochodząca z zewnątrz.
Przykładowo w jaskini brak światła uniemożliwia występowanie roślin. Życie heterotrofów opiera się na detrytusie materii organicznej pochodzącej z kału nietoperzy, szczątków obumarłych zwierząt.
Innym przykładem jest życie na dnie oceanów, które (bentos) uzależnione jest od dopływu materii z wyższych warstw. Wyjątkowy pod tym względem jest ekosystem tworzący się wokół kominów hydrotermalnych, który jako oparty na chemoautotrofach, jest ekosystemem autotroficznym.